# Fennoskandinavien
Fennoskandinavien er et geografisk begreb som benyttes til at beskrive den nordlige del af Europa. Området omfatter den skandinaviske halvø (Norge og Sverige), Finland, Kolahalvøen og Karelen i Rusland. Geologisk er det præcis det samme som  det Baltiske Skjold, uden at det må forveksles med den Svekofenniske provins i det skjold.
Området som sådan er i realiteten en halvø, som i øst er landfast med det kontinentale Rusland, i nord grænser det op mod  Hvidehavet og Barentshavet, mod syd mod Østersøen, med  den Finske bugt, Botniske Bugt, samt Kattegat og Skagerrak, og i vest grænser det op mod Nordsøen og Norskehavet. Når man refererer til den nordligste del af Fennoskandia, mener man gerne det område som kaldes Nordkalotten.
Fennoskandinavien som begreb er først og fremmest velegnet til at beskrive og definere forhold, hvor de politiske grænser er uvigtige, for eksempel indenfor kultur, biologi, geologi og arkæologi eller lignende.
Indenfor geologien benyttes begrebet om den del af jordskorpen, som dette området og dele af Østersøen hviler på. Det sædvanlige engelske navn for dette geologiske område er the Baltic Shield. Ortogneis er fundet øst for Jarfjorden i Sør-Varanger.
I kulturel sammenhæng vil Fennoskandinavien mere eller mindre være et synonym for Norden, ofte benyttet for at understrege den nære samhørighed  mellem de finske, samiske og skandinaviske folk og kultur.